# Fiestar
Fiestar (hangul: 피에스타) es un grupo femenino surcoreano, formado por Kakao M. Antes del debut del grupo, lanzaron un dueto con su compañera de discográfica IU, titulado "Sea of Moonlight", para el álbum conjunto de artistas de LOEN Entertainment. La canción fue un éxito en la región y entró al top 10 de Gaon Digital Chart, valiéndole atención al grupo antes del debut. El grupo debutó oficialmente el 31 de agosto de 2012, con el sencillo "Vista" hecho por sus seis miembros, Cao Lu, Jei, Linzy, Hyemi, Cheska y Yezi. Recibió éxito comercial y fue aclamado por la crítica. 
El grupo lanzó su segundo sencillo "We Don't Stop" el 9 de noviembre, esta vez con críticas mixtas. El 20 de marzo de 2014, la miembro Cheska abandonó oficialmente el grupo. En julio de ese mismo año, el grupo lanzó una canción titulada "One More" y originó controversia debido a su letra supuestamente atrevida, La canción terminó siendo prohibida en las transmisiones de MBC, y el grupo tuvo que cambiar la letra para su continuar sus promocionen. El primer mini álbum del grupo fue lanzado en marzo de 2015, titulado Black Label. El segundo mini álbum del grupo fue lanzado en marzo de 2016, llamado A Delicate Sense. Dos meses después el grupo lanzó la canción "Apple Pie" que terminó siendo su último sencillo antes de la disolución oficial del grupo en mayo de 2018 luego de la expiración de su contrato.

## Historia

### Pre-debut
Antes del debut, las miembros de Fiestar entrenaron como grupo durante dos años e individualmente por aproximadamente cuatro años.
Cao Lu debutó previamente como solista en China, tras ganar un concurso de canto de la CCTV en 2004. Su album Cat se lanzó en 2005 bajo el nombre artístico LuLu. 
La líder del grupo, Jei, fue modelo para tiendas de ropa en línea y apareció en video musicales, como "Paradise" de Infinite y "My Love" de Bongshil Sister. También colaboró con Taw para la canción "Happy Hours" bajo el nombre artístico Joo.
Linzy había sido aprendiz bajo YG Entertainment e iba a ser una integrante de 2NE1. Luego se planeó su debut bajo otro grupo de chicas de YG, sin embargo el proyecto se descartó. En 2010 grabó una canción para el drama coreano Obstetrics and Gynecology.

### 2012-2013: Debut y primeros lanzamientos
Antes del debut oficial, Fiestar lanzó un dueto con su compañera de discográfica IU para el álbum colectivo de artistas de LOEN Entertainment. La canción se tituló "Sea of Moonlight" y triunfó en las listas musicales locales. También colaboraron para la canción "Wicked" de Tiger JK.
El grupo lanzó su primer sencillo oficial el 31 de agosto de 2012, llamado "Vista". Todos las vistas del respectivo EP entraron al K-pop Billboard Hot 100.
El segundo sencillo de Fiestar, "We Don't Stop", fue lanzado el 9 de noviembre, junto con su B-side "Sweet Love", en una colaboración con el cantante de baladas Kim Yeonwoo. Las promociones en vivo comenzaron en Music Bank el día siguiente. Mientras el grupo promocionaba, Jei apareció en el reality Romantic and Idol. Ella, Cao Lu y Linzy aparecieron en el programa de comedia Gag Concert junto con IU. Las vocalistas Linzy y Hyemi aparecieron en el show de KBS 1000 Song Challenge, y el grupo en completo actuaron en Weekly Idol y Dream Team 2. También hicieron promociones para HIM Magazine.
En 2013, Linzy hizo el rol de Sharpay Evans en la adaptación coreana musical de High School Musical que realizó CJE&M, compartiendo su puesto con Dana de The Grace. El show empezó el 2 de julio en el Blue Square Samsung Card Hall. Durante el año, Fiestar participó en una serie de videos llamados "Fiestar's A-HA! For the Global K-Pop Fan", así como también hicieron promociones para el Samsung Galaxy S4
El 27 de agosto, se lanzó el sencillo "Whoo!", una colaboración con Eric Benét. A pesar de que no tuvo promociones en vivo, fue un éxito en las listas musicales.
En septiembre, LOEN Entertainment creó la subsidiaria Collabodadi, en la cual Fiestar formaría parte para sus futuras actividades. El 1 de noviembre, Fiestar lanzó el sencillo "I Don't Know" de su EP Curious, haciendo su comeback en Show! Music Core el día siguiente. Luego de las promociones, el reality Channel FIESTAR! se emitió en SBS MTV.

### 2014-2015: Salida de Cheska yBlack Label
El 20 de marzo de 2014, LOEN Entertainment anunció que Cheska dejó el grupo y que no será reemplazada por ninguna nueva miembro. El regreso de Fiestar se aplazó para mediados de junio tras haber sido pospuestos debido al naufragio del Sewol.
El 16 de junio, un sencillo en colaboración con The Friends fue lanzado para la Copa Mundial de Fútbol de 2014 titulado "I Love Korea". El 1 de julio, el video musical para el sencillo "One More" fue lanzado.
El 4 de marzo de 2015, el primer mini álbum de Fiestar Black Label fue lanzado, con su pista principal "You're Pitiful". Seis meses después del lanzamiento del álbum, el 22 de septiembre, Collabodadi se disolvió, quedando LOEN Tree como la única subsidiaria principal de LOEN Entertainment. Por lo tanto, Fiestar volvió a LOEN Tree tras haber pasado dos años bajo Collabodadi.
El 17 de diciembre, Cao Lu apareció en Radio Star como invitada junto con la rapera Jessi, Jackson de Got7 y Lena Park como parte del especial Outsiders. Obtuvo atención nacional por su aparición en el programa y se convirtió en el tema de tendencia número uno en Naver, con Fiestar también en tendencia.

### 2016-2018:A Delicate Sense, Apple Piey disolución
En marzo de 2016, Fiestar lanzó su segundo mini álbum A Delicate Sense. El álbum consistió de seis canciones, incluyendo el sencillo principal "Mirror". Todas las miembros participaron en la producción.
El 31 de mayo de 2016, se anunció que Fiestar iba a lanzar su sencillo digital "Apple Pie".
El 15 de mayo de 2018, se anunció que Fiestar se disolvió tras la expiración del contrato de la mayoría de las miembros el 30 de abril, con el contrato de Cao Lu venciendo el 31 de mayo.
El 29 de mayo de 2018, la ex miembro Cheska anunció por Instagram que iba a dejar su vida de celebridad y su carrera musical. Agradeció a sus fanáticos por apoyarla, pero debido a que "la música la estaba matando lentamente", decidió retirarse.
2024: Regreso con “You’re Pitiful (2024)”.
El 21 de mayo, Cao Lu anuncio que habia comprado los derechos de autor de la canción “You’re Pitiful” con las ganancias que habia obtenido mediante sus transmisiones en vivo. En agosto la misma miembro compartió mediante un en vivo que el video musical para la reunion del grupo con “you’re Pitiful” había sido aceptado para ser transmitido en SBS, y compartió que el grupo regresaría el 31 de agosto, con una version remasterizada y producida por las mismas miembros (a excepción de Cheska), y una version china.

## Controversias
MBC prohibió la emisión del sencillo de Fiestar "One More" por sus supuestas letras subidas de tono. Si bien la canción había pasado originalmente el escrutinio de las tres principales estaciones de transmisión (KBS, MBC y SBS), la reacción de los comentaristas públicos obligó a las cadenas a revisar el contenido de la canción. Si bien sus representantes afirmaron que la canción era inocua, el grupo volvió a grabar la canción y cambió la letra. La controversia generada por la letra llevó a MBC a tomar medidas enérgicas contra las canciones con contenido lírico ambiguo o fácilmente malinterpretado.

## Miembros
- Cao Lu (Hangul: 차오루)
- Jei (재이)
- Linzy (린지)
- Hyemi (혜미)
- Yezi (예지)

Ex-miembros
• Cheska (체스카) (2012-2014)

## Discografía

### Extended plays
| Título           | Detalles | Posición más alta | Ventas       |
| Título           | Detalles | KOR               | Ventas       |
| ---------------- | --- | ----------------- | ------------ |
| Black Label      | - Lanzado: 4 de marzo de 2015 - Discográfica: LOEN Entertainment - Formato: CD, descarga digital | 11                | - KOR: 3.021 |
| A Delicate Sense | - Lanzado: 9 de marzo de 2016 - Discografíca: LOEN Entertainment - Formato: CD, descarga digital Ver listaTrack listing # A Sip In Your Lips 1. Mirror 2. Mr. Black 3. Thirst 4. Come And Go 5. Mirror (instr.) | 9                 | - KOR: 3.060 |

### Sencillos
| Título                                                                                             | Año  | Posición más alta | Posición más alta | Posición más alta | Ventas                             | Álbum                    |
| Título                                                                                             | Año  | KOR Gaon | KOR Gaon          | KORHot            | Ventas                             | Álbum                    |
| Título                                                                                             | Año  | Digital | Álbum             | KORHot            | Ventas                             | Álbum                    |
| -------------------------------------------------------------------------------------------------- | ---- | --- | ----------------- | ----------------- | ---------------------------------- | ------------------------ |
| "Sea of Moonlight" (con IU)                                                                        | 2012 | 12N/A | 10                | - KOR: 1.004.426  | LOEN Tree Summer Story             |                          |
| "Vista"                                                                                            | 2012 | 27 | 9                 | 28                | - KOR (Phy.): 1.920 - KOR: 350.922 | Vista (sencillo)         |
| "We Don't Stop"                                                                                    | 2012 | 66 | 21                | 58                | - KOR (Phy.): 1.408 - KOR: 107.083 | We Don't Stop (sencillo) |
| "Whoo!" (con Eric Benét)                                                                           | 2013 | 58N/A | 80                | - KOR: 30,599     |                                    |                          |
| "I Don't Know"                                                                                     | 2013 | 63 | 17                | 63                | - KOR (Phy.): 1.629 - KOR: 72.042  | Curious (sencillo)       |
| "One More"                                                                                         | 2014 | 51 |                   | 57                | - KOR: 73.668                      |                          |
| "You're Pitiful"                                                                                   | 2015 | rowspan="3" rowspan="" style="background-color: var(--background-color-success-subtle, #cccccc); color:inherit;; text-align:center; vertical-align:middle;" \| | - KOR: 65.454     | Black Label       |                                    |                          |
| "Mirror"                                                                                           | 2016 | 80 | - KOR: 47.100     | A Delicate Sense  |                                    |                          |
| "Apple Pie"                                                                                        | 2016 | 84 | - KOR: 39.118     |                   |                                    |                          |
| Note: The Billboard K-Pop Hot 100 was introduced in August 2011 and was discontinued in July 2014. |      | |                   |                   |                                    |                          |

### Otras canciones listadas
| "Wicked" (feat. Tiger JK)                                                    | 2012 | 57 | 71 | - KOR: 85.571 | Vista (sencillo)         |
| "Sweet Love" (feat. Kim Yeon-woo)                                            | 2012 | 70 | —  | - KOR: 69.762 | We Don't Stop (sencillo) |
| "—" denotes releases that did not chart or were not released in that region. |      |    |    |               |                          |

### Apariciones en bandas sonoras
| Título               | Año  | Álbum                     |
| -------------------- | ---- | ------------------------- |
| "So Tight"           | 2014 | My Lovely Girl OST Part 7 |
| "Miraculous Ladybug" | 2015 | Miraculous Ladybug OST    |
| "Save Me Tarzan"     | 2015 | Golden Tower OST Part 1   |
| "#Like"              | 2016 | Centerpole OST            |

### Otras apariciones
| Título                  | Año  | Miembros     | Álbum                          | Notas                      |
| ----------------------- | ---- | ------------ | ------------------------------ | -------------------------- |
| "Such A Woman" (by Zia) | 2014 | Yezi, Cheska | Such A Woman (repackage album) | Zia featuring Yezi, Cheska |

## Videografía

### Videos musicales
| Año  | Título                       | Álbum                  | Lanzamiento     | Duración | Director/Productora                                                | Note                                  |
| ---- | ---------------------------- | ---------------------- | --------------- | -------- | ------------------------------------------------------------------ | ------------------------------------- |
| 2012 | "Sea of Moonlight" (with IU) | LOEN Tree Summer Story | 26 de julio     | 3:43     | Hwang Soo-ah (LOEN Entertainment In-house / Film Production Korea) | Special collaboration                 |
| 2012 | "Vista"                      | Vista                  | 31 de agosto    | 5:11     | Hwang Soo-ah (LOEN Entertainment In-house / Film Production Korea) | Debut music video.                    |
| 2012 | "Vista (Performance Ver.)"   | Vista                  | 4 de septiembre | 3:34     | Hwang Soo-ah (LOEN Entertainment In-house / Film Production Korea) |                                       |
| 2012 | "We Don't Stop"              | We Don't Stop          | 8 de noviembre  | 3:40     | Jo Soo-hyun                                                        |                                       |
| 2013 | "I Don't Know"               | Curious                | 31 de octubre   | 3:46     | Kim Young-jo, Yoo Jun-seok (Naive Creative Production)             |                                       |
| 2014 | "I Love Korea"               | -                      | 16 de junio     | 6:27     |                                                                    | World Cup cheering song               |
| 2014 | "One More"                   | One More (single)      | 1 de julio      | 3:18     | Seong Won-mo, Park Sang-woo (Digital Pedicure)                     | First official release without Cheska |
| 2015 | "You're Pitiful"             | Black Label            | 4 de marzo      | 3:57     | Lee Gi-baek (Tiger Cave Studio)                                    | [ 52 ] [ 53 ]                         |
| 2016 | "Mirror"                     | A Delicate Sense       | 9 de marzo      | 3:59     | Hong Won-ki (ZANYBROS)                                             |                                       |
| 2016 | "Apple Pie"                  | Apple Pie (single)     | 30 de mayo      | 4:05     | Hong Won-ki (ZANYBROS)                                             |                                       |

## Premios y nominaciones
| Año  | Premios                                  | Categoría                     | Resultado |
| ---- | ---------------------------------------- | ----------------------------- | --------- |
| 2012 | 4th Annual Seoul Success Awards          | Best Rookie of the Year       | Ganador   |
| 2012 | 2012 Arirang's Simply K-Pop Awards       | Super Rookie Idol of the Year | Ganador   |
| 2012 | All the Kpop - World-Class Rookie Awards | Rookie of the Year            | Ganador   |
| 2012 | All the Kpop - World-Class Rookie Awards | Knock-Out Award               | Ganador   |
| 2012 | 22nd Seoul Music Awards                  | Rookie Award                  | Nominado  |
| 2012 | 22nd Seoul Music Awards                  | Popularity Award              | Nominado  |
| 2015 | 25th Seoul Music Awards                  | Bonsang Award                 | Nominado  |
| 2015 | 25th Seoul Music Awards                  | Popularity Award              | Nominado  |